# The Seed (film 2021)
The Seed è un film horror e fantascientifico del 2021, diretto e sceneggiato dall'esordiente Sam Walker. Si tratta di una pellicola fantascientifica dell'orrore che tratta il tema dell'invasione aliena.

## Trama
Tre ragazze che si conoscono dall'infanzia, ma che attualmente svolgono vite molto differenti l'una dall'altra, si riuniscono in una casa di proprietà del padre di una di loro (Heather) per osservare un evento astronomico e trascorrere un weekend di divertimenti. Deidre, la più dominante delle tre, è diventata una nota influencer ed è intenzionata a filmare gran parte del fine settimana nonostante le rimostranze di Charlotte, che è invece molto refrattaria al mondo dei social media. Quando uno strano e maleodorante oggetto precipita dal cielo nella piscina della villa, le tre reagiscono in modi differenti: Deidre è particolarmente schifata, Heather è preoccupata per la reazione di suo padre, Charlotte ne prova pietà quando si rende conto che è un essere vivente.
Le ragazze provano a convincere un ragazzino a portare via la creatura concedendogli un bacio di Charlotte, tuttavia il ragazzo ne viene spaventato e scappa via. Charlotte finisce per portare la creatura in casa: l'alieno prenderà immediatamente il controllo della volontà di Deidre e Heather, che diventano completamente refrattarie a qualsiasi avvenimento, anche alla tragica morte di una vicina di casa. Quando Charlotte si rende conto di profonde modificazioni fisiche delle due amiche, tra cui un'apparente gravidanza, decide di attaccare fisicamente la creatura: Deidre e Charlotte, sotto il controllo dell'alieno, riescono inizialmente ad impedirglielo. 
In un secondo momento, la ragazza riesce ad uccidere l'alieno per poi mettersi sulle tracce delle amiche, ormai incinte della creatura. Dopo aver ucciso Heather senza grossi sforzi grazie all'utilizzo di una mazza, Charlotte attacca Deidre, ma viene fermata da un ignaro cowboy (precedentemente visto da Deidre mentre cercava la gente nei dintorni dal suo telefono), che le spara salvando Deidre. Quest'ultima, ormai completamente sotto il controllo della creatura che porta in grembo, finisce per uccidere il suo stesso salvatore. Charlotte, che è sopravvissuta al proiettile, riesce ad impossessarsi del fucile del cowboy e lo usa per eliminare definitivamente Deidre. Proprio quando pensa che il pericolo sia sventato, Charlotte scopre che innumerevoli altre creature stanno arrivando sulla terra.

## Produzione
Si tratta del primo film diretto da Waker, che in precedenza aveva lavorato soltanto ad alcuni cortometraggi. Il regista si è definito ispirato da film come La cosa di John Carpenter e L'uomo che cadde sulla terra di Nicolas Roeg, scegliendo tuttavia un design apparentemente "terrestre" per la creatura affinché risultasse credibile che le ragazze non ne comprendessero subito la natura. Il film è stato girato a Malta nel corso del 2020.

## Distribuzione
Presentato in alcuni festival cinematografici nel corso del 2021, il film è stato reso disponibile sulla piattaforma streaming Shudder a partire dal marzo 2022.

## Accoglienza
Sull'aggregatore Rotten Tomatoes il film riceve il 52% delle recensioni professionali positive con un voto medio di 5,8 su 10 basato su 25 critiche, mentre su Metacritic ottiene un punteggio di 52 su 100 basato su 4 critiche.